# Persone di cognome Angelini
| Questa pagina contiene informazioni ricavate automaticamente dalle voci biografiche con l'ausilio del template Bio e di un bot. L'aggiornamento è periodico e automatico e ricostruisce completamente la pagina. Se manca una persona in questa lista, sei pregato di non aggiungerla, ma accertati piuttosto che la sua voce biografica contenga il template Bio e che i dati anagrafici siano correttamente compilati. Se il template Bio manca, inseriscilo tu stesso o, in alternativa, metti l'avviso {{tmp\|Bio}} che ne segnala la mancanza. Se i dati riportati sono sbagliati, correggi direttamente la voce biografica; le modifiche saranno visibili in questa lista entro pochi giorni. Per chiarimenti vedi il progetto biografie. La lista contiene solo le 50 persone che sono citate nell'enciclopedia e per le quali è stato implementato correttamente il template Bio. Pagina aggiornata al 5 gen 2023. |

Questa è una lista di persone presenti nell'enciclopedia che hanno il cognome Angelini, suddivise per attività principale.

## Agronomi
- Francesco Angelini, agronomo, giornalista e politico italiano (Roma, n.1898)

## Allenatori di calcio
- Giuseppe Angelini, allenatore di calcio e ex calciatore italiano (Rimini, n.1965)

## Allenatori di calcio a 5
- Gianfranco Angelini, allenatore di calcio a 5 e ex giocatore di calcio a 5 italiano (Roma, n.1974)

## Allenatori di pallanuoto
- Alberto Angelini, allenatore di pallanuoto e ex pallanuotista italiano (Savona, n.1974)

## Arbitri di calcio
- Piero Angelini, arbitro di calcio italiano (Carrara, n.1918)

## Architetti
- Carlo Angelini, architetto svizzero (San Vittore)
- Giacomo Angelini, architetto svizzero (Monticello di San Vittore, n.1632 - Eichstätt, † 1714)
- Sandro Angelini, architetto italiano (Bergamo, n.1915 - † 2001)

## Attori
- Nando Angelini, attore italiano (San Benedetto del Tronto, n.1933 - Pescara, † 2020)

## Aviatori
- Gaby Angelini, aviatrice italiana (Susa, n.1911 - Uadi el-Ghelta, † 1932)

## Bassi
- Gian Francesco Angelini, basso italiano (Visso, n.1830 - Castel Ritaldi, † 1915)

## Calciatori
- Elio Angelini, calciatore italiano (Ravenna, n.1926 - Ravenna, † 1999)
- Luigi Angelini, ex calciatore italiano (Milano, n.1929)
- Sergio Angelini, calciatore e allenatore di calcio italiano (Querceta, n.1914 - Forte dei Marmi, † 1990)

## Cantautori
- Roberto Angelini, cantautore e chitarrista italiano (Roma, n.1975)

## Cardinali
- Fiorenzo Angelini, cardinale e arcivescovo cattolico italiano (Roma, n.1916 - Roma, † 2014)

## Direttori d'orchestra
- Cinico Angelini, direttore d'orchestra, arrangiatore e violinista italiano (Crescentino, n.1901 - Roma, † 1983)

## Dirigenti d'azienda
- Giordano Angelini, dirigente d'azienda e politico italiano (Ravenna, n.1939)

## Farmacisti
- Francesco Angelini, farmacista, imprenditore e politico italiano (Rotella, n.1887 - Ancona, † 1964)

## Fumettisti
- Simone Angelini, fumettista, illustratore e animatore italiano (Chieti, n.1980)

## Giornalisti
- Claudio Angelini, giornalista e scrittore italiano (Roma, n.1943 - New York, † 2015)

## Imprenditori
- Francesco Angelini, imprenditore, farmacista e giocatore di bridge italiano (Roma, n.1945)

## Ingegneri
- Arnaldo Maria Angelini, ingegnere italiano (Force, n.1909 - Roma, † 1999)
- Luigi Angelini, ingegnere e storico dell'architettura italiano (Bergamo, n.1884 - Bergamo, † 1969)

## Militari
- Raul Angelini, carabiniere e partigiano italiano (Terni, n.1923 - Morro Reatino, † 1944)

## Partigiani
- Carla Angelini, partigiana italiana (Roma, n.1923 - Roma, † 1995)

## Patrioti
- Antonio Angelini, patriota italiano (Pieve Fosciana, n.1810 - Modena, † 1845)

## Pittori
- Costanzo Angelini, pittore, incisore e letterato italiano (Santa Giusta, n.1760 - Napoli, † 1853)
- Pietro Angelini, pittore italiano (Forlì, n.1888 - Roma, † 1977)
- Stella Angelini, pittrice e scultrice italiana (Cento, n.1922 - Roma, † 1995)

## Poeti
- Alceste Angelini, poeta, traduttore e insegnante italiano (Buonconvento, n.1920 - Siena, † 1994)

## Politici
- Armando Angelini, politico e avvocato italiano (Seravezza, n.1891 - Seravezza, † 1968)
- Cesare Angelini, politico italiano (Lucca, n.1901 - † 1974)
- Giovanni Angelini, politico italiano (n.1808)
- Giuseppe Angelini, politico italiano (Novafeltria, n.1920 - † 2007)
- Jean-Christophe Angelini, politico francese (Porto Vecchio, n.1975)
- Ludovico Angelini, politico e medico italiano (Bari, n.1906 - † 1975)
- Nicola Angelini, politico e avvocato italiano (Bitonto, n.1895 - Bari, † 1966)
- Piero Angelini, politico italiano (Lucca, n.1936)
- Vito Angelini, politico italiano (Taranto, n.1931 - † 1999)

## Presbiteri
- Cesare Angelini, presbitero, scrittore e critico letterario italiano (Albuzzano, n.1886 - Pavia, † 1976)

## Registi
- Alessandro Angelini, regista e fotoreporter italiano (Roma, n.1971)
- Paolo Angelini, regista, sceneggiatore e produttore cinematografico italiano (Rimini, n.1966)

## Scrittori
- Josephine Angelini, scrittrice statunitense (Ashland, n.1975)
- Lucio Angelini, scrittore e traduttore italiano (Fano, n.1947)

## Scultori
- Giuseppe Angelini, scultore italiano (Roma, n.1735 - Roma, † 1811)
- Tito Angelini, scultore italiano (Napoli, n.1806 - Napoli, † 1878)

## Sociologi
- Aurelio Angelini, sociologo italiano (Catanzaro, n.1953)

## Storici
- Giovanni Battista Angelini, storico italiano (Strozza, n.1690 - Bergamo, † 1767)

## Vescovi cattolici
- Serafino Angelini, vescovo cattolico italiano (Carsoli, n.1848 - Avellino, † 1908)